# Villafáfila
Villafáfila – gmina w Hiszpanii, w prowincji Zamora, w Kastylii i León, o powierzchni 73,99 km². W 2011 roku gmina liczyła 567 mieszkańców.